# Список президентів Еквадору
У статті подано список президентів республіки Еквадор.
Президент в Еквадорі одночасно виконує обов'язки глави держави та глави уряду. Очолюючи виконавчу гілку влади, є найвищою політичною посадовою особою держави. Відповідно до чинної Конституції час роботи президента обмежується двома чотирирічними термінами. До цього максимальний час перебування на чолі держави становив один чотирирічний термін. Чинним президентом Еквадору є Данієль Нобоа, обраний на посаду 2023 року.

## Список президентів Еквадору
| №  | Портрет                                     | Ім'я                            | Початок терміну                     | Закінчення терміну | Посада |
| -- | ------------------------------------------- | ------------------------------- | ----------------------------------- | --- | --- |
| 1  |                                             | Хуан Хосе Флорес                | 13 травня 1830 (як Верховний глава) | 10 вересня 1834 | Верховний глава (3 травня — 14 серпня 1830) Тимчасовий президент (14 серпня — 22 вересня 1830) Президент (22 вересня 1830 — 10 вересня 1834)                                                                                    |
| 2  |                                             | Вісенте Рокафуерте              | 10 вересня 1834                     | 31 січня 1839 | Верховний глава Гуаяс (10 вересня 1834 — 22 червня 1835) Верховний глава держави (22 червня — 8 серпня 1835) Президент (8 серпня 1835 — 31 січня 1839)                                                                          |
| 3  |                                             | Хуан Хосе Флорес                | 1 лютого 1839                       | 15 січня 1843 | Президент |
| 4  |                                             | Хуан Хосе Флорес                | 1 квітня 1843                       | 6 березня 1845 | Президент |
| -  |                                             | Хосе Хоакін де Ольмедо          | 7 березня 1845                      | 8 грудня 1845 | Глава Тимчасового уряду |
| 5  |                                             | Вісенте Рамон Рока              | 8 грудня 1845                       | 15 жовтня 1849 | Президент |
| 6  |                                             | Мануель де Аскасубі             | 15 жовтня 1849                      | 7 грудня 1850 | Президент |
| 7  |                                             | Дієго Нобоа                     | 8 грудня 1850                       | 24 липня 1851 | Тимчасовий Президент (8 грудня 1850 — 25 лютого 1851) Президент (26 лютого 1851 — 24 липня 1851) |
| 8  |                                             | Хосе Марія Урвіна               | 24 липня 1851                       | 15 жовтня 1856 | Верховний глава (24 липня 1851 — 17 липня 1852) Тимчасовий Президент (17 липня 1852 — 6 вересня 1852) Президент (6 вересня 1852 — 15 жовтня 1856)                                                                               |
| 9  |                                             | Франсіско Роблес                | 16 жовтня 1856                      | 31 серпня 1859 | Президент |
| -  |                                             | Уряди кризового періоду         | Уряди кризового періоду             | Уряди кризового періоду | Уряди кризового періоду |
| -  | Тимчасовий уряд Кіто                        | 4 вересня 1859                  | 10 січня 1861                       | Склад: Габріель Гарсія Морено Херонімо Карріон Пласідо Чірібога Рафаель Карвахаль | |
| -  | Уряд Куенка                                 | 6 травня 1859                   | 13 листопада 1859                   | Керівники: Херонімо Карріон (6 травня — 7 травня 1859) Франсіско Роблес та Гільєрмо Франко (8 травня — 27 вересня 1859) Рамон Борреро (27 вересня — 13 листопада 1859; разом із Кіто) | |
| -  | Верховне керівництво Гуаяс                  | 21 серпня 1859                  | 24 вересня 1860                     | Керівник: Гільєрмо Франко | |
| -  | Каньяр та Асуай (разом із Гуаяс)            | 13 листопада 1859               | 3 березня 1860                      | Керівник: Маріано Морено | |
| -  | Федеральний уряд Лоха                       | 18 вересня 1859                 | 23 березня 1860                     | Керівник: Мануеот Карріон Пінсано | |
| 10 |                                             | Габріель Гарсія Морено          | 17 січня 1861                       | 30 серпня 1865 | Тимчасовий Президент (17 січня — 2 квітня 1861) Президент (2 квітня 1861 — 30 серпня 1865) |
| 11 |                                             | Херонімо Карріон                | 7 вересня 1865                      | 6 листопада 1867 | Президент |
| -  |                                             | Педро Хосе де Артета            | 7 листопада 1867                    | 20 січня 1868 | в. о. Президента |
| 12 |                                             | Хуан Хав'єр Еспіноса            | 20 січня 1868                       | 19 січня 1869 | Президент |
| -  |                                             | Габріель Гарсія Морено          | 19 січня 1869                       | 19 травня 1869 | Тимчасовий Президент |
| -  |                                             | Мануель де Аскасубі             | 19 травня 1869                      | 10 серпня 1869 | Тимчасовий Президент |
| 13 |                                             | Габріель Гарсія Морено          | 10 серпня 1869                      | 6 серпня 1875 | Президент |
| -  |                                             | Франсіско Леон Франко           | 6 серпня 1875                       | 15 вересня 1875 | Тимчасовий Президент |
| -  |                                             | Хосе Хав'єр Егуігурен           | 15 вересня 1875                     | 9 грудня 1875 | Тимчасовий Президент |
| 14 |                                             | Антоніо Борреро                 | 9 грудня 1875                       | 8 вересня 1876 | Президент |
| 15 |                                             | Ігнасіо де Веїнтемілья          | 8 вересня 1876                      | 10 січня 1883 | Верховний глава (8 вересня 1876 — 26 січня 1878) Президент (21 квітня 1878 — 26 березня 1882) Верховний глава (26 березня 1882 — 10 січня 1883)                                                                                 |
| -  |                                             | Уряди реставраційного періоду   | Уряди реставраційного періоду       | Уряди реставраційного періоду | Уряди реставраційного періоду |
| -  | «Pentevirato Quiteño»                       | 14 січня 1883                   | 15 жовтня 1883                      | Склад: Хосе Марія Пласідо Кааманьйо Луїс Кордеро Агустін Герреро Пабло Еррера Рафаель Перес Пареха                                                                                    | |
| -  | Тимчасове керівництво Манабі та Есмеральдас | 5 червня 1883                   | 15 жовтня 1883                      | Керівник: Елой Альфаро | |
| -  | Верховне керівництво Гуаяс                  | 10 липня 1883                   | 15 жовтня 1883                      | Керівник: Педро Карбо | |
| 16 |                                             | Хосе Марія Пласідо Кааманьйо    | 15 жовтня 1883                      | 30 червня 1888 | Тимчасовий Президент (15 жовтня 1883 — 10 лютого 1884) Президент (10 лютого 1884 — 30 червня 1888) |
| -  |                                             | Педро Хосе Севальйос            | 1 липня 1888                        | 17 серпня 1888 | в. о. Президента |
| 17 |                                             | Антоніо Флорес Хіхон            | 17 серпня 1888                      | 10 червня 1892 | Президент |
| 18 |                                             | Луїс Кордеро Креспо             | 1 липня 1892                        | 16 квітня 1895 | Президент |
| -  |                                             | Вісенте Лусіо Саласар           | 16 квітня 1895                      | 5 червня 1895 | в. о. Президента |
| 19 |                                             | Елой Альфаро                    | 5 червня 1895                       | 31 серпня 1901 | Верховний глава (5 червня 1895 — 9 жовтня 1896) Тимчасовий Президент (9 жовтня 1896 — 17 січня 1897) Президент (17 січня 1897 — 31 серпня 1901)                                                                                 |
| 20 |                                             | Леонідас Пласа Гутьєррес        | 1 вересня 1901                      | 11 серпня 1905 | Президент |
| 21 |                                             | Лісардо Гарсія                  | 1 вересня 1905                      | 15 січня 1906 | Президент |
| 22 |                                             | Елой Альфаро                    | 16 січня 1906                       | 11 серпня 1911 | Верховний глава (16 січня — 9 жовтня 1906) Тимчасовий Президент (9 жовтня 1906 — 1 січня 1907) Президент (1 січня 1907 — 11 серпня 1911)                                                                                        |
| -  |                                             | Карлос Фрейле Сальдумбіде       | 11 серпня 1911                      | 31 серпня 1911 | в. о. Президента |
| 23 |                                             | Еміліо Естрада                  | 1 вересня 1911                      | 21 грудня 1911 | Президент |
| -  |                                             | Карлос Фрейле Сальдумбіде       | 22 грудня 1911                      | 5 березня 1912 | в. о. Президента |
| -  |                                             | Франсіско Андраде Марін         | 6 березня 1912                      | 1 серпня 1912 | в. о. Президента |
| 24 |                                             | Леонідас Пласа Гутьєррес        | 1 вересня 1912                      | 31 серпня 1916 | Президент |
| 25 |                                             | Альфредо Бакерісо               | 1 вересня 1916                      | 31 серпня 1920 | Президент |
| 26 |                                             | Хосе Луїс Тамайо                | 1 вересня 1920                      | 31 серпня 1924 | Президент |
| 27 |                                             | Гонсало Кордова                 | 1 вересня 1924                      | 9 липня 1925 | Президент |
| -  |                                             | Перший тимчасовий уряд          | 10 липня 1925                       | 6 січня 1926 | |
| -  |                                             | Другий тимчасовий уряд          | 10 січня 1926                       | 31 березня 1926 | |
| 28 |                                             | Ісідро Айора                    | 3 квітня 1926                       | 24 серпня 1931 | Тимчасовий Президент (6 квітня 1926 — 17 квітня 1929) Президент (17 квітня 1929 — 24 серпня 1931) |
| -  |                                             | Луїс Ларреа Альба               | 24 серпня 1931                      | 15 жовтня 1931 | Міністр уряду |
| -  |                                             | Альфредо Бакерісо               | 15 жовтня 1931                      | 28 серпня 1932 | Голова Сенату |
| -  |                                             | Карлос Фрейле Ларреа            | 28 серпня 1932                      | 1 вересня 1932 | Міністр уряду |
| -  |                                             | Альберто Герреро Мартінес       | 2 вересня 1932                      | 4 грудня 1932 | Голова Сенату |
| 29 |                                             | Хуан де Діос Мартінес           | 5 грудня 1932                       | 19 жовтня 1933 | Президент |
| -  |                                             | Абелардо Монтальво              | 20 жовтня 1933                      | 31 серпня 1934 | в. о. Президента |
| 30 |                                             | Хосе Марія Веласко Ібарра       | 1 вересня 1934                      | 21 серпня 1935 | Президент |
| -  |                                             | Антоніо Понс                    | 21 серпня 1935                      | 25 вересня 1935 | в. о. Президента |
| -  |                                             | Федеріко Паєс                   | 26 вересня 1935                     | 23 жовтня 1937 | Верховний глава |
| -  |                                             | Альберто Енрікес Гальйо         | 23 жовтня 1937                      | 10 серпня 1938 | Верховний глава |
| -  |                                             | Мануель Марія Борреро           | 10 серпня 1938                      | 1 грудня 1938 | Тимчасовий Президент |
| 31 |                                             | Авреліо Москера                 | 2 грудня 1938                       | 17 листопада 1939 | Президент |
| -  |                                             | Карлос Альберто Арройо дель Ріо | 18 листопада 1939                   | 10 грудня 1939 | в. о. Президента |
| -  |                                             | Андрес Кордова                  | 11 грудня 1939                      | 10 серпня 1940 | в. о. Президента |
| -  |                                             | Хуліо Енріке Морено             | 10 серпня 1940                      | 31 серпня 1940 | в. о. Президента |
| 32 |                                             | Карлос Альберто Арройо дель Ріо | 1 вересня 1940                      | 28 травня 1944 | Президент |
| 33 |                                             | Хосе Марія Веласко Ібарра       | 1 червня 1944                       | 23 серпня 1947 | Президент Республіки (1 червня — 10 серпня 1944) Конституційний Президент (10 серпня 1944 — 30 березня 1946) Президент Республіки (30 березня 1946 — 10 серпня 1946) Конституційний Президент (10 серпня 1944 — 23 серпня 1947) |
| -  |                                             | Карлос Манчено                  | 23 серпня 1947                      | 2 вересня 1947 | відповідальний за виконавчу владу |
| 34 |                                             | Маріано Суарес                  | 2 вересня 1947                      | 16 вересня 1947 | Президент |
| 35 |                                             | Карлос Хуліо Аросемена Тола     | 17 вересня 1947                     | 31 серпня 1948 | Президент |
| 36 |                                             | Гало Пласа                      | 1 вересня 1948                      | 31 серпня 1952 | Президент |
| 37 |                                             | Хосе Марія Веласко Ібарра       | 1 вересня 1952                      | 31 серпня 1956 | Президент |
| 38 |                                             | Каміло Понс Енрікес             | 1 вересня 1956                      | 31 серпня 1960 | Президент |
| 39 |                                             | Хосе Марія Веласко Ібарра       | 1 вересня 1960                      | 7 листопада 1961 | Президент |
| 40 |                                             | Карлос Хуліо Аросемена Монрой   | 7 листопада 1961                    | 11 липня 1963 | Президент |
| -  |                                             | Військова хунта                 | 11 липня 1963                       | 29 березня 1966 | Склад: Рамон Кастро Хіхон Луїс Кабрера Севілья Гільєрмо Фрейле Поссо (до 9 листопада 1965) Маркос Гандара |
| -  |                                             | Тельмо Варгас                   | 29 березня 1966                     | 30 березня 1966 | в. о. Президента |
| 41 |                                             | Клементе Єрові                  | 30 березня 1966                     | 16 листопада 1966 | Президент |
| 42 |                                             | Отто Аросемена                  | 16 листопада 1966                   | 31 серпня 1968 | Тимчасовий Президент (16 листопада 1966 — 25 травня 1967) Конституційний Президент (25 травня 1967 — 31 серпня 1968) |
| 43 |                                             | Хосе Марія Веласко Ібарра       | 1 вересня 1968                      | 15 лютого 1972 | Президент |
| 44 |                                             | Гільєрмо Родрігес Лара          | 15 лютого 1972                      | 11 січня 1976 | Президент |
| -  |                                             | Верховна урядова рада           | 11 січня 1976                       | 10 серпня 1979 | Віце-адмірал Альфредо Поведа (голова ради) генерал Гільєрмо Дюран генерал Луїс Леоро Франко |
| 45 |                                             | Хайме Рольдос Агілера           | 10 серпня 1979                      | 24 травня 1981 | Президент |
| 46 |                                             | Освальдо Уртадо Ларреа          | 24 травня 1981                      | 10 серпня 1984 | Президент |
| 47 |                                             | Леон Фебрес-Кордеро Рібаденейра | 10 серпня 1984                      | 10 серпня 1988 | Президент |
| 48 |                                             | Родріго Борха Севальйос         | 10 серпня 1988                      | 10 серпня 1992 | Президент |
| 49 |                                             | Сіксто Дюран Бальєн             | 10 серпня 1992                      | 10 серпня 1996 | Президент |
| 50 |                                             | Абдала Букарам                  | 10 серпня 1996                      | 6 лютого 1997 | Президент |
| -  |                                             | Фабіан Аларкон                  | 6 лютого 1997                       | 9 лютого 1997 | в. о. Президента |
| -  |                                             | Розалія Артеага                 | 9 лютого 1997                       | 11 лютого 1997 | в. о. Президента |
| -  |                                             | Фабіан Аларкон                  | 11 лютого 1997                      | 10 серпня 1998 | Тимчасовий Президент |
| 51 |                                             | Хаміль Мауад                    | 10 серпня 1998                      | 21 січня 2000 | Президент |
| 52 |                                             | Густаво Нобоа                   | 22 січня 2000                       | 15 січня 2003 | Президент |
| 53 |                                             | Лусіо Гутьєррес Борбуа          | 15 січня 2003                       | 20 квітня 2005 | Президент |
| 54 |                                             | Альфредо Паласіо Гонсалес       | 20 квітня 2005                      | 14 січня 2007 | Президент |
| 55 |                                             | Рафаель Корреа                  | 15 січня 2007                       | 24 травня 2017 | Президент |
| 56 |                                             | Ленін Морено                    | 24 травня 2017                      | 24 травня 2021 | Президент |
| 57 |                                             | Гільєрмо Лассо                  | 24 травня 2021                      | 24 листопада 2023 | Президент |
| 58 |                                             | Данієль Нобоа                   | 25 листопада 2023                   | | Президент |